# Моя вулиця
«Моя вулиця» (рос. «Моя улица») — російський радянський художній фільм, мелодрама за мотивами п'єси  Ісидора Штока «Ленінградський проспект». Фільм поставлений в 1970 році режисером  Леонідом Марягіним.

## Сюжет
Люди похилого віку Забродіни жили завжди чесно, по совісті. Те, що відбувається в родині старшого сина, і особливо те, як поводиться молодший син — відомий футболіст — не тільки незрозуміло батькам, але й змушує їх важко страждати, заподіює смертельний біль…

## У ролях
- Борис Кудрявцев —  Василь Павлович Забродін
- Ніна Сазонова —  Клавдія Петрівна Забродіна
- Геннадій Сайфулін —  Борис Забродін
- Євген Шутов —  Дмитро Сергійович Скворцов
- Наталія Сайко —  Маша Скворцова
- Євгенія Уралова —  Ніна Олексіївна
- В'ячеслав Шалевич —  Семен Семенович, проректор інституту
- Міша Кисельов —  Вася Забродін
- Олексій Криченков —  шофер
- Олексій Хомич —  воротар
- Галімзян Хусаїнов —  Гіля, футболіст
- Борис Кордунов —  тренер по футболу
- Анна Заржицька —  дівчина там в інституті
- Володимир Акімов —  футбольний уболівальник
- Всеволод Сафонов —  Семен Михайлович, секретар райкому
- Віктор Шульгін —  Ігор Лукич, співробітник інституту

## Знімальна група
- Автор сценарію:  Микола Фігуровський
- Режисер:  Леонід Марягін
- Оператор:  Віктор Шейнін
- Художник:  Василь Щербак
- Композитор: Євген Птичкін